# Anastas Guerdjikov
Anastas Guerdjikov (en bulgare : Анастас Георгиев Герджиков, SBOTCC : Anastas Georgiev Gerdzhikov), né le 28 février 1963, est un universitaire, philologue classique et critique littéraire bulgare. Il est recteur de l'université de Sofia depuis 2015 et candidat à l’élection présidentielle de 2021.

## Biographie
Professeur de littérature ancienne et médiévale, il traduit notamment Le Politique de Platon en bulgare.
Le 1er octobre 2021, à l'ouverture de l'année académique de l'université, le recteur annonce sa candidature à l’élection présidentielle du mois suivant. Le parti Citoyens pour le développement européen de la Bulgarie (GERB) lui apporte aussitôt son soutien face au président sortant, Roumen Radev,.